# Guillaume de Lestrange
Guillaume de Lestrange (Lapleau, ... – Gaillon, 2 marzo 1389) è stato un arcivescovo cattolico francese.

## Biografia
Figlio di Falcon de Lestrange, signore di Lapleau, fu battezzato nella sua città natale e studiò diritto civile probabilmente a Tolosa, dove conseguì la laurea nel 1362. Fu prevosto della collegiata di Burlats e successivamente divenne dignitario a Saint-Lizier. Fu anche canonico a Châlons-en-Champagne e priore a Rieux-en-Val. Nel 1365 fu nominato decano della cattedrale di Saintes.
Dopo l'elezione di papa Gregorio XI divenne suo cappellano personale e fu nominato vescovo di Carpentras il 4 luglio 1371, succedendo a Jean Roger de Beaufort. Nel maggio del 1372 concesse alla comunità ebraica di poter costruire una sinasoga.
Svolse importanti ruoli diplomatici: nel gennaio del 1372 fu incaricato assieme a Guillaume III Roger de Beaufort e a Aymar d'Aigrefeuille di mediare la pace tra Francia ed Inghilterra; nel settembre del 1373 fu incaricato da Pileo da Prata, arcivescovo di Ravenna, di mediare la pace con Jean de Dormans.
Nel 1378 fu nominato da Gregorio XI nunzio apostolico presso il re Carlo V.
Vescovo di Carpentras fino al 22 dicembre 1375, è stato nominato arcivescovo di Rouen, succedendo a Pierre de la Jugée, appena nominato cardinale. A partire dalla metà del 1382, si dedicò maggiormente alle sue funzioni arcivescovili. Ha continuato la costruzione della fortezza di Louviers iniziata da Philippe d'Alençon e restaurato il palazzo arciepiscopale di Rouen. Ha fondato la Certosa Notre-Dame de la Rose, nel sobborgo Saint-Hilaire di Rouen, tra i piccoli rivoli Robec e Aubette. Lo statuto della fondazione, secondo Achille Déville risale al 5 ottobre 1384. I lavori iniziarono nel 1386 e terminarono con la dedicazione della chiesa il 18 marzo 1390, un anno dopo la sua morte. È durante il suo arcivescovado che viene accolto il cuore di Carlo V il Saggio, che è deposto in un ricco sepolcro marmoreo nel coro della cattedrale.
Il 17 ottobre 1386, battezza Carlo, Delfino di Viennese, figlio del re Carlo VI di Francia e Isabella di Baviera.
Gravemente malato, morì il 2 marzo del 1389 nella sua residenza estiva a Gaillon. Secondo i documenti, è sepolto o nella cattedrale di Rouen o nella certosa da lui fondata, in una sepoltura monumentale preparata da Jean de Thoiry di Parigi; su tale tomba sembra tuttavia esserci un epitaffio in cui la certosa Notre-Dame de la Rose, al lato sinistro dell'altare.

## Stemma
| Image | Stemma |
| ----- | --- |
| \| \| | Guillaume de Lestrange Vescovo di Carpentras, arcivescovo di Rouen e Primate di Normandia Al centro di uno scudo rosso, due leoni addossati d'oro, accompagnati in capo da un leopardo d'argento. |
|       | |